# Letecký útok na Plzeň 17. dubna 1945
Letecký útok na Plzeň 17. dubna 1945 byl operací britského Královského letectva (RAF) na jaře 1945, v závěru druhé světové války. Při nočním náletu bombardérů na západočeské město Plzeň mělo být především poškozeno seřaďovací nádraží. Oproti předchozím pokusům amerického letectva byl komplex nádraží naprosto zničen, poškozeny však byly i oblasti v okolí. Útok je považován za nejmohutnější, nejtěžší, nejničivější a nejtragičtější z náletů na Plzeň.

## Pozadí
V prvních měsících roku 1945 už bylo zřejmé, že vývoj na bojištích nečeká žádný zásadní zvrat. Německo prohrávalo jednu bitvu za druhou a naopak vzdušná nadvláda Spojenců stále rostla. Později německá vojska spíše jen ustupovala či se dokonce ochotně vzdávala. Německá protiletadlová obrana byla v rozkladu, stíhací jednotky se potýkaly s nedostatkem letadel, zkušených pilotů, pozemního personálu a v neposlední řadě chyběly Němcům také pohonné hmoty jako důsledek předchozího soustředěného ničení rafinérií a skladů spojeneckými bombardéry. Omezený počet německých stíhačů, které by odstartovaly ke vzdušným soubojům, vedl k nižším počtům sestřelených amerických či britských bombardérů. Poslední přetrvávající hrozbou pro Spojence zůstalo protiletadlové dělostřelectvo, byť již bylo značně oslabené. Na zmenšujícím se území Třetí Říše nezbýval dostatek cílů k zasažení nálety. Po proměně většiny německých měst v ruiny se letecké síly zaměřily na zničení dopravních sítí, železničních stanic a leteckých základen na územích dosud okupovaných Německem a v oblastech s probíhajícími boji.:50 Ač byla zbrojní výroba udržována s velkými obtížemi stále v chodu, motory a ostatní vyrobené součásti letadel se mnohdy vůbec nedostaly k přepravě po železnici. Pokud ano, byly většinou zničené ještě předtím, než vlak vyjel ze stanice, protože spojenečtí letci se snažili přerušit zásobování vojsk.
Dne 6. února 1945 vstoupila v platnost dohoda Spojenců na takzvané „No Bombing Line“. Tou byla střední Evropa rozdělena podél spojnice měst Štětín, Berlín, Ruhland, Drážďany, Brno, Vídeň a Záhřeb na západní operační prostor pro americké a britské bombardéry a na východní oblast určenou pro akce sovětských letounů.:7 Pro Plzeň i celé jihozápadní Čechy znamenalo jaro roku 1945 stále narůstající počet útoků amerických vzdušných sil na strategické i taktické cíle, především nádraží a dopravní uzly. Bombardování železnic mělo Němcům zcela znemožnit přepravu po železnicích, zvláště těžké vojenské techniky a munice. Cíle spojeneckých bombardérů na území Čech byly stanoveny 8. dubna 1945. Továrny v Plzni a v Praze byly v té době posledními, které mohly zásobovat německou armádu těžkou vojenskou technikou.

## Předchozí útoky
Letecké útoky na Plzeň se v průběhu války primárně snažily vyřadit z provozu Škodovy závody, neboť byly jednou z největších zbrojních továren v Evropě. Význam plzeňské zbrojovky v průběhu války stoupal s tím, jak byly jiné továrny poškozeny či zničeny bombardováním. V Plzni byl i významný železniční uzel umožňující produkci Škodovky exportovat přímo na frontu, denně přes Plzeň projíždělo okolo 370 vlakových souprav.
Už při říjnovém náletu v roce 1944 byly bomby shazovány v malé míře i na seřaďovací nádraží, při druhém prosincovém náletu útočila část letadel na hlavní nádraží, byť pumy dopadaly většinou na okolí včetně Měšťanského pivovaru a centra města. Neplánovaný nálet v únoru 1945 cílil znovu na seřaďovací nádraží, způsobené škody však nebyly velké. Pro ochromení dopravní infrastruktury volili Spojenci i formu menších útoků, kterou měl např. nálet na železniční stanici v Dýšině 15. dubna.:25 Obyvatele Plzně však čekalo devět dní s nejhoršími nálety.

## Letecký útok
Z území Velké Británie 16. dubna odstartovalo k nočnímu strategickému bombardování 222 těžkých čtyřmotorových Lancasterů a 11 lehkých dvoumotorových Mosquitů RAF, posádky byly z 5. skupiny Letecké armády Velké Británie (uváděno je též 208 Lancasterů a 10 Mosquitů, popř. 233 Lancasterů). Při přeletu nad územím ovládaným nacistickým Německem posádky bombardérů shazovaly množství malých proužků tenké kovové fólie kódově značených „Windows“, ale zvaných „chaff“.:43 Jejich cílem bylo rušení funkce nepřátelských radarů.:43
Vzdušného prostoru nad Plzní dosáhly britské letouny 17. dubna ve 3.40 od severu, akutní letecký poplach byl oznámen už v 3.50. Svaz přilétal od severu, pro orientaci letci použili lesklé hladiny Boleveckých rybníků. Samotný nálet bombardérů začal ve 4:05 a probíhal přibližně 17 až 20 minut. Protože území předmnichovského Československa bylo vnímáno jako území patřící spojenci, neprobíhalo plošné bombardování jako např. na města v Německu. Britští letci si cíl označili 3 tunami světlic shozených z Mosquit a vyznačené místo bylo následně bombardováno. Bombardéry shodily 891 tun bomb a 4 tuny bomb zápalných. Pamětník Luboš Hruška začátek náletu popsal:
| „              | Sledovali jsme to ze střechy školy v Újezdu – celá Plzeň byla pod námi, viděli jsme ji jako v divadle. Nejdřív tisíce raket, světlo jako ve dne, to byla nádhera. Při tom absolutní ticho. A pak to začalo, strašný rachot.:287–288 | “ |
| — Luboš Hruška | |   |

Protivzdušná obrana pálila proti letadlům z flaků, ale neúčinně či málo. Předběžný konec leteckého nebezpečí byl ohlášen ve 4.37, v 5.05 byl signalizován definitivní konec poplachu.

## Následky a škody náletu
Počty obětí při náletu byly násobně větší než při nejhorších z předchozích náletů. Jejich přesný počet není znám, což bylo dáno velkým počtem mrtvých i jejich postupným objevováním. Odhady se pohybují od více než 600 po přibližně 850 zabitých. Historik Miroslav Eisenhammer k číslu 624 obětí uvedl, že jde o orientační číslo nezahrnující značný počet zahynulých německých vojáků a ani zemřelé na následky zranění. Vyprošťování obětí probíhalo pomalu a ještě v červnu byli z trosek odváženi mrtví. Zcela zničeno bylo 120 domů (nepočítaje kolonii Cikánku), dalších 154 bylo poničeno těžce a 2053 domů utrpělo lehké poškození. Bylo podáno 7809 žádostí o náhradu škod. Obvyklý cíl spojeneckých náletů v Plzni, Škodovy závody, nebyl nijak zasažen. Zcela rozvrácen však byl život ve městě, z rozhodnutí starosty dr. Wilda byla na plzeňských školách zastavena pravidelná výuka.:271 Nevyužití učitelé měli následně pečovat o obyvatele bez přístřeší a žákyně starší 16 let měly kopat zákopy okolo města (chlapci v tomto věku byli vesměs zaměstnaní).:271

### Hlavní a seřaďovací nádraží
Poškození všech částí nádraží bylo po náletu tak vysoké, že železniční doprava byla přes Plzeň zcela přerušena a Plzeň byla odříznutá od světa. Zničeno bylo 60 kilometrů kolejí, přibližně 2000 vagónů a 85 lokomotiv, dalších 75 lokomotiv bylo vážně poškozeno. Výrazně bylo poškozeno také lokomotivní depo a několik budov v bezprostřední blízkosti nádraží. Další škody, které nádraží utrpělo, byly odhaleny až později. Zasaženo bylo totiž také kolejiště s přilehlou budovou nádražní pošty 3, kde shořelo množství zásilek, nástupiště, vchod do jednoho tunelu, část hlavních zdí budovy a spojovací koridor s předstupy do čekáren. Po zásahu explodoval nákladní vlak převážející munici, střelivo v něm dle vzpomínek vybuchovalo ještě týden po náletu.:287–288
Hlavní nádraží se stalo místem úmrtí většiny obětí tohoto náletu. V posledních dnech války přes Plzeň projížděli uprchlíci mířící z osvobozovaných území na západ. Několik transportů uprchlíků se nacházelo ve vagonech připravených k odjezdu, další uprchlíci byli v protileteckém krytu pod spojovacím koridorem, neboť ten jim sloužil jako útulek. Ač byl kryt vyztužený dřevem, pumy zasáhly spojovací koridor. Mnoho uprchlíků zahynulo spolu se zaměstnanci drah. Počet mrtvých odhadl tehdy přítomný lékař na 400 až 800, uváděn je také počet 347 či 350 obětí z řád železničářů a cestujících, k tomu 453 raněných.
Hlavní budova nádraží s vestibulem byla přímo zasažena na jihozápadním nároží, puma vybuchla na koruně obvodového zdiva, u paty kopule. Kopule vyrobená v mostárně Škodových závodů v roce 1906 měla kovovou konstrukci o hmotnosti přibližně 160 tun, přesto s ní výbuch pohnul. Vztlak vzduchu při explozi kopuli zvedl, čímž opustila své uložení, a posunula se o patnáct centimetrů vedle. Výbuch nepoškodil hlavní nosné konstrukce kopule, jen vedlejší podpůrné konstrukce kopule. Poničená kopule i zdivo bylo pro drážní odborníky impulsem k vážným úvahám o snesení kopule a zboření celé novorenesanční budovy. Nad to bylo poškození obou nádraží natolik rozsáhlé, že při nutnosti je vybudovat znovu se zvažovalo i jejich přemístění na jiné místo. Avšak konstrukci kopule prohlédl v závěru května odborník ze škodovácké mostárny a konstatoval, že odstranění škod nebude složité ani drahé. Problémem se ukázalo být pracovní vytížení Škodováků, které plně vytěžovaly opravy rozbombardovaného podniku. Nakonec si 15 montérů vzalo dovolenou a opravu provedli během ní v době od 20. července do konce srpna. Pomocí hydrauliky kopuli nadzvedli a na válečcích posunuli zpět na správné místo. Celá budova byla poté rekonstruována do původní podoby.
Při náletu bylo naprosto zničeno seřaďovací nádraží, do konce války na něm nebyl obnoven provoz. Bomby zničily všechny budovy výtopny, dvě točny a administrativní budovy, několik lokomotiv se propadlo do kráterů. Trosky explodujících vagónů končily i několik kilometrů daleko. Požáry zapálily skladiště dřeva, ve kterém shořelo 7 tisíc m³ řeziva za 6 miliónů korun.
Při bombardování hlavního nádraží byly zasaženy některé domy na Petrohradě a na Slovanech. Např. v Blovicích připomínají smrt svých dvou rodaček, matky Anny Holé a dcery Jitky Rundové, které zahynuly s dalšími osobami v krytu domu č. 6 v pozdější Jugoslávské ulici po plném zásahu pumou.
Bombardování plzeňského nádraží provází spekulace, zda v některém z vagónů odvážejících majetek a naloupenou kořist vysoce postavených německých vojáků nebyly uloženy insignie Univerzity Karlovy a zda nebyly při náletu zničeny. Při evakuaci v dubnu 1945 totiž Němci 500 let staré symboly univerzity naložili spolu s řadou dalšího spisového materiálu do beden na vlak směrem na západ a od té doby jsou i přes pátrání nezvěstné. V souvislosti s insigniemi je uváděno náhodné odstavení vagonu s členy německého generálního štábu a úředníky gestapa na kolejích za Bolevcem, kterých se nálet nedotkl.
Orgány okupační moci se ráno snažily zajistit zprovoznění alespoň jedné koleje, na čemž pracovali zaměstnanci plzeňských podniků, několik set trestanců z kárného tábora v Třemošné a zahraničních dělníků. Ač se cíle podařilo dosáhnout a jedna kolej ve směru do Bavorska byla zprovozněna, nádraží nebylo použitelné do konce války. Renovace seřaďovacího nádraží byla zahájena v květnu a slavnostní opětovné zahájení provozu proběhlo 15. října 1945.

### Cikánka a Jateční
Louce mezi Jateční ulicí a řekou Berounkou lidé říkali Na Cikánce, protože na ní od roku 1912 směli tábořit kočovní Romové. Od roku 1924 na ní začala vznikat nouzová kolonie pro sociálně znevýhodněné obyvatele v reakci na silný nedostatek bytů a nevyhovující hygienické podmínky v jiných koloniích. Čtvrť tvořilo 13 přízemních dvojdomků a trojdomků, ve kterých bylo celkem 268 bytů, další ubikace přibyly na začátku války. V roce 1940 žilo na Cikánce až 500 rodin. Čtvrť byla blízko seřaďovacího nádraží, sousedila s ním na svém jihozápadním okraji.
Ač byla přesnost bombardování v závěru války lepší než v prvních letech, přesto padaly bomby i do okolí cíle. Při útoku na seřaďovací nádraží spadlo do prostoru vymezeného Berounkou, Úslavou, železnicí a Mohylovou ulicí více než sto bomb, zasáhly i vedlejší Cikánku.:45
Domky na Cikánce neměly sklepy a proto se někteří obyvatelé skrývali ve veřejném podzemním krytu č. 250. Jedna z pum zasáhla tento kryt, který však nebyl konstruován na zátěž přímého zásahu, a 80 lidí v něm zemřelo. Záchranné práce na Jateční ulici prováděla 4. požární pohotovost složená převážně z gymnazistů povolaných ze škol.:287–288 Hašení a vyprošťování ve čtvrti Cikánka pro ně byla nejhorší zkušenost, protože šance na pomoc zasypaným lidem byla časově omezená a následně se vyprošťovaly jen mrtvoly.:287–288 Luboš Hruška vzpomíná na zmíněný veřejný kryt, který tvořila 1,5 metru hluboká betonová jáma o půdorysu 4 × 10 metrů s dvojicí vstupních schodišť po stranách, strop krytu tvořil betonový překlad.:287–288 Když bomba dopadla těsně vedle krytu, betonová stěna náraz nevydržela a položila se na bok, přičemž rozmačkala lidi v krytu.:287–288 Podle vzpomínek byl tento kryt vyklízen ještě měsíc po náletu.:287–288 Mezi další oběti patřili němečtí vojáci, jejich počet není znám. Čtvrť Cikánka, prakticky srovnaná se zemí, nebyla po skončení války obnovena, využití okolních pozemků komplikovaly nezasypané krátery dalších 20 let.
Ve střední části Jateční byla zničena městská jatka a továrna Západočeského řeznického a uzenářského družstva. V jižní části Jateční ulice stály v době náletu dva pavlačové domy, přičemž jeden byl při náletu poškozen natolik, že byl stržen. Na Jateční bylo celkem zničeno 23 domů a 14 domů bylo těžce poškozeno.

### Doubravka, Letná, Lobzy
Pumy dopadaly i dále na východ do nedaleké vsi, pozdější plzeňské čtvrti Doubravka.:45 Při náletu zemřela učitelka Květoslava Zajícová ze základní školy na Habrmannově náměstí společně s 38 dětmi. Pseudorománská mešní kaple sv. Jana Nepomuckého od architekta Viktorina Šulce z roku 1909, která stávala na křižovatce Masarykovy a Zábělské ulice, byla náletem značně poškozena. V následujících letech nebyla opravena a v roce 1951 byly její pozůstatky demolovány.
Přímý zásah utrpěl i Papírenský mlýn na Úslavě, který už nebyl obnovován. V roce 1949 byl zasypán náhon, na počátku 70. let dvacátého století byly ruiny mlýna odstraněny a zavezeny navážkou při stavbě silničního mostu v Těšínské ulici. Kasárna doubraveckého pluku požární policie byla vybombardovaná a většina techniky byla zničena.
Výbuchy pum poničily domy na Letné, např. ve Spolkové bylo zničeno 12 domů a 4 těžce poškozeny, na Rokycanské dva zničené domy a 16 těžce poškozených.
V Lobzích byl poškozen kostel sv. Martina a Prokopa, který přišel o třetinu střechy a tlakové vlny v něm vyrazily zabednění oken. Střecha byla opravena svépomocí, zasklení oken proběhlo až na podzim 1949 nákladem města.
Poškozené domy se v oblasti vyskytovaly v ulicích Školní, Těšínská, Rodinná, Revoluční, Doubravecká, Živnostenská, Zábělská, Lazaretní, Svatojiřská, Mohylová a dalších.

### Měšťanský pivovar
Areál pivovaru, který leží severně od hlavního nádraží a západně od seřaďovacího nádraží, zasáhlo 111 trhavých bomb, z nichž bylo zjištěno a následně odborně zlikvidováno 19 nevybuchlých. Obětí náletu se stala manželka zaměstnance Kučery, která nepřežila tlak vzduchu po blízké explozi, dalších 13 osob bylo zraněno. Exploze pum vážně poškodily především elektrocentrálu, čímž byl přerušen přívod elektrického proudu a dočasně zastavena veškerá výroba. Poškozena byla vodárna, sladovny I a II, přičemž první po zásahu čtyřmi až pěti bombami začala hořet, požár byl však včas zlikvidován místní protipožární hlídkou. Poškozena byla dále také podniková vlečka a několik desítek dřevěných vagónů, které začaly po explozích rovněž hořet, bednárny, umývárny, zamáčírna, požahovny, stáje a dílny pro opravu vagónů. Škody vznikly na surovinách a volná prostranství v areálu podniku byla narušena zásahy. Po nasazení všech pracovních sil a spolupráci města Plzně se podařilo provoz v pivovaru obnovit 7. května 1945.

### Plzeňský akciový pivovar
Následky po zásahu 81 bombami byly v areál Gambrinusu ještě horší. Pumy přímo zasáhly řadu důležitých provozů jako ležákové sklepy, lahvovnu, varny, část spilek, dílny a obytné domy. Pivovar měl přerušené rozvody vody, plynu i elektřiny, znehodnocené suroviny a mnoho nevybuchlých bomb, což komplikovalo obnovení výroby. Nezbytná rozsáhlejší rekonstrukce umožnila obnovit provoz až 26. listopadu a výstav byl zahájen až 1. ledna 1946.

### Ostatní
Náletu se tento den nevyhnul poštovní úřad pro Plzeň XII.
Budova Gymnázia na Mikulášském náměstí měla po náletu poškozenou krytinu střechy a většinu oken.
V Luční ulici na Roudné byly nízké domky bez sklepů a jejich obyvatelé se chodili při náletech schovat do sklepů velkého domu č. 40. Pavla Denková, v té době šestiletá, vzpomínala na rychlý přesun do sklepa, kde se sešlo okolo 27 obyvatel nejen ze samotného domu. Dům během náletu dostal přímý zásah, bomba explodovala ve 2. patře, ale sklep zůstal nedotčený a všichni přežili bez zranění, jen potřebovali vyprostit. Těžce poškozený dům v Luční 40 byl opraven po třech letech.

## Nevybuchlé pumy
Masivní bombardování přináší kromě okamžitých materiálních škod a obětí na životech také dlouhodobé riziko. Desítky let po náletu jsou objevovány nevybuchlé pumy a předpokládá se, že další jsou stále ukryté pod povrchem. Nevybuchlé pětisetlibrové pumy pocházející z dubnového náletu byly nalezeny při výkopových pracích v roce 2001 na Jateční ulici a při opravách seřaďovacího nádraží poblíž teplárny v roce 2017. Historik Karel Foud na základě počtu letadel, počtu obvykle nesených bomb a běžného poměru nevybuchlých k vybuchlým odhaduje, že na bombardovaném území mohlo být až 200 nevybuchlých pum, připomíná však již řadu nalezených a odstraněných.

## Připomínka obětí náletu
V Partyzánské ulici, na třetím místě ve své historii, je umístěn pomník obětem náletu na Doubravku. Památník vznikl v roce 1949 spoluprací mnoha osob, firem a organizací a tvoří jej kamenný kvádr nesoucí kovovou desku. Pamětní deska byla odlitá dle návrhu Jaroslava Chudáčka a je na ní uvedeno 118 jmen obětí z řad obyvatel Doubravky, připomíná též oběti nacistické perzekuce. Pomník byl původně umístěn na Rokycanské ulici, později byl přestěhován do Partyzánské a v rámci ní na další místo znovu v roce 2011.
V budově základní školy na Masarykově 19 je umístěna pamětní deska, která připomíná učitelku Květoslavu Zajícovou i všechny žáky školy zabité při náletu. Na přilehlém Habrmannově náměstí byla v roce 2000 vysazena lípa učitelky Květoslavy Zajícové, kterou doprovází pamětní deska věnovaná obětem tohoto náletu.
U Jateční ulice, která prochází zaniklou čtvrtí Cikánka a obchází seřaďovací nádraží, je na místě zasaženého krytu umístěn nízký kamenný pomník obětem tohoto náletu a vedle něj je v zemi zapuštěný pamětní kámen. V roce 2018 bylo místo nově upraveno v památník, jehož dominantou je nevybuchlá 500librová puma umístěná na podstavci. Ta připomíná oběti náletu i práci pyrotechniků, kteří nevybuchlé pumy odstraňují desítky let po posledních náletech. Nedaleko od památníku je od roku 1997 umístěn pomník obětem náletu v podobě leštěné kamenné desky s nápisem. Ve stejné ulici je v areálu jatek umístěn pomník osmi obětem náletu z řad zaměstnanců.
Pomník třem obětem náletu je umístěn v areálu společnosti VODÁRNA PLZEŇ na západním úpatí Velké Homolky.
Na pamětní desce příslušníků národní bezpečnosti v budově Policie ČR na Anglickém nábřeží je jmenovitě uvedeno i šest obětí tohoto náletu.